# Beats of the Antonov
Beats of the Antonov es una película documental estrenada en 2014. Una coproducción entre Sudáfrica y Sudán, fue dirigida por Hajooj Kuka y producida por Kuka y Steven Markovitz. La película documenta el conflicto sudanés en el Estado del Nilo Azul y los Montes Nuba, centrándose en particular en el papel de la música para ayudar a las comunidades afectadas a sostenerse cultural y espiritualmente frente al conflicto en curso.
Este documental, que "puso el nombre de Sudán en las grandes pantallas del mundo", fue realizado en un periodo de dos años y su director tuvo que residir entre las comunidades de los Montes Nuba para tener contacto directo con sus costumbres.

## Sinopsis
Según el documental, la razón fundamental de la guerra civil en Sudán es una cuestión de identidad. El gobierno central de Sudán a lo largo de los años ha impuesto una identidad árabe-islámica a los otros cincuenta y seis grupos étnicos principales en el país. Sin embargo, la realidad es que cuenta con una población diversa con antecedentes multiculturales. A través del documental, Hajooj Kuka describe la resistencia de la gente de las zonas del Estado de Nilo Azul y las Montañas Nuba a través de la música y la danza, que celebran la vida a pesar de su esfuerzo diario por sobrevivir en una sociedad destrozada por la guerra y las injusticias.

## Premios y nominaciones
| Año  | Premio                                                   | Categoría                       | Resultado |
| ---- | -------------------------------------------------------- | ------------------------------- | --------- |
| 2014 | International Toronto Film Festival                      | Premio del público              | Ganadora  |
| 2015 | Luxor African Film Festival                              | Mejor documental                | Ganadora  |
| 2015 | Córdoba African Film Festival                            | Mejor documental                | Ganadora  |
| 2015 | Durban International Film Festival                       | Mejor documental                | Ganadora  |
| 2015 | Festival de cinémas d'Afrique in Angers                  | Premio del jurado y del público | Ganadora  |
| 2015 | San Francisco International Film Festival                | Premio Golden Gates             | Nominada  |
| 2016 | FAME, la Gaîté lyrique's cinema and pop culture festival | Premio MUBI                     | Ganadora  |

Referencia: